# Speak & Spell
Speak & Spell е първия студиен албум на британската група Depeche Mode, издаден през 1981 г. Името на албума е свързано с популярна по това време електронна играчка, състояща се от синтезатор и клавиатура, и понякога е използвана от някои групи в качеството на музикален инструмент.
Албумът достига 10-о място в британските класации. Основен композитор на песните е Винс Кларк, който, скоро след излизането на албума, напуска групата и създава проекти като Yazoo и Erasure. След напускането на Кларк, основен композитор става Мартин Гор.
Звученето на албума е доста незряло. По-голямата част от песните изобилстват от щампи и клишета (както в мелодиката, така и в хармоничен план). Музикантиге на групата все още не са намерили своя неповторим музикален език. Само в две от песните може да се забележат наченки на стила на групата, и двете написани от Мартин Гор, който по-късно става постоянния автор на песните на „Depeche Mode“.
Като цяло, стилът на албума силно клони към диско, а появилите се впоследствие елементи на рок и даже готик, в този проект все още няма.

## Списък с песните

### Оригинален траклист

#### Страна 1
1. New Life – 3:43
2. I Sometimes Wish I Was Dead – 2:14
3. Puppets – 3:55
4. Boys Say Go! – 3:03
5. Nodisco – 4:11
6. What's Your Name? – 2:41

#### Страна 2
1. Photographic – 4:44
2. Tora! Tora! Tora! – 4:34
3. Big Muff – 4:20
4. Any Second Now (Voices) – 2:35
5. Just Can't Get Enough – 3:40

#### Преиздание 1988
1. Dreaming of Me (студен край версия) – 4:03
2. Ice Machine – 4:05
3. Shout! – 3:46
4. Any Second Now – 3:08
5. Just Can't Get Enough (Schizo mix) – 6:41

### LP и CD
1. New Life (remix) – 3:56
2. Puppets – 3:55
3. Dreaming of Me (отминаваща версия) – 3:42
4. Boys Say Go! – 3:03
5. Nodisco – 4:11
6. What's Your Name? – 2:41
7. Photographic – 4:44
8. Tora! Tora! Tora! – 4:34
9. Big Muff – 4:20
10. Any Second Now (Voices) – 2:35
11. Just Can't Get Enough (Schizo mix) – 6:41

### Колекционерско издание CD + DVD

#### Диск 1 (CD)
1. New Life – 3:43
2. I Sometimes Wish I Was Dead – 2:14
3. Puppets – 3:55
4. Boys Say Go! – 3:03
5. Nodisco – 4:11
6. What's Your Name? – 2:41
7. Photographic – 4:44
8. Tora! Tora! Tora! – 4:34
9. Big Muff – 4:20
10. Any Second Now (Voices) – 2:35
11. Just Can't Get Enough – 3:40
12. Dreaming of Me (студен край версия) – 4:03

#### Диск 2 (DVD)
1. "Депеш Мод: 1980–81 (Наистина ли трябва да се откажем от работните си дни?)" (кратък филм) – 28:24
2. New Life – 3:43
3. I Sometimes Wish I Was Dead – 2:14
4. Puppets – 3:55
5. Boys Say Go! – 3:03
6. Nodisco – 4:11
7. What's Your Name? – 2:41
8. Photographic – 4:44
9. Tora! Tora! Tora! – 4:34
10. Big Muff – 4:20
11. Any Second Now (Voices) – 2:35
12. Just Can't Get Enough – 3:40
13. Dreaming of Me (студен край версия) – 4:03

#### Допълнителни тракове
1. Ice Machine – 4:05
2. Shout! – 3:46
3. Any Second Now – 3:08
4. Just Can't Get Enough (Schizo mix) – 6:41

|  | Тази страница частично или изцяло представлява превод на страницата Speak & Spell в Уикипедия на руски. Оригиналният текст, както и този превод, са защитени от Лиценза „Криейтив Комънс – Признание – Споделяне на споделеното“, а за съдържание, създадено преди юни 2009 година – от Лиценза за свободна документация на ГНУ. Прегледайте историята на редакциите на оригиналната страница, както и на преводната страница, за да видите списъка на съавторите. ВАЖНО: Този шаблон се отнася единствено до авторските права върху съдържанието на статията. Добавянето му не отменя изискването да се посочват конкретни източници на твърденията, които да бъдат благонадеждни. |